# Parkstraße (Bremerhaven)
Die Parkstraße ist eine zentrale  Erschließungsstraße in Bremerhaven, Stadtteil Lehe, Ortsteil Speckenbüttel. Sie führt in Süd-, Nord- und dann in West-Ost-Richtung von der Wurster Straße bis zur Langener Landstraße in Leherheide.
Die Querstraßen und die Anschlussstraßen wurden  benannt u. a. als Wurster Straße nach dem nördlichen Land Wursten, Triftstraße, dass hier eine Viehtrift (Schaftrift) war, Von-Glahn-Straße nach dem Mäzen Bernhard von Glahn (1825–1899), fünf unbenannte Wege, Auf den Kämpen nach einer Flurbezeichnung, Am Parkbahnhof an der Bahnstrecke Bremerhaven–Cuxhaven, Kransburger Straße nach der Gemeinde im Land Wursten und Langener Landstraße nach der Nachbarstadt Langen; ansonsten siehe beim Link zu den Straßen.

## Geschichte

### Name
Die Parkstraße wurde benannt nach dem Speckenbütteler Park, den sie tangiert.

### Entwicklung

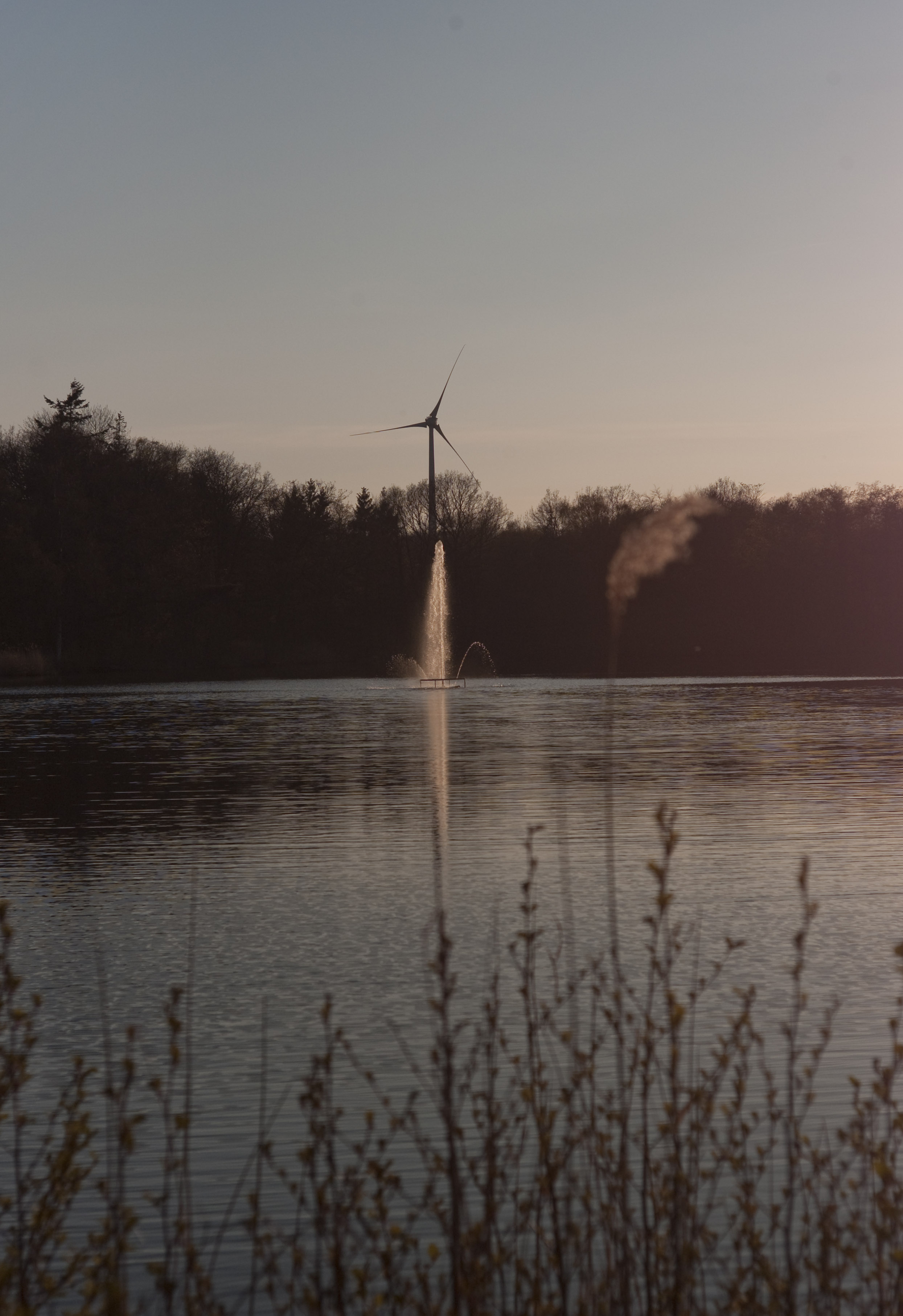
Bootsteich im Speckenbütteler Park

Der Leher Ortsteil Speckenbüttel mit heute über 3000 Einwohnern entwickelte sich nördlich von Alt-Lehe ab dem späten 19. Jahrhundert, als nach der Gründung Bremerhavens Lehes Aufstieg vom Flecken zur Stadt (1920) begann. Zuvor stand schon seit 1854 der Schützenhof im Speckenbütteler Holz. Der Ortsteil wird geprägt durch den Speckenbütteler Park (früher das Alte Holz) am Rand der Leher Feldmark, der seit 1848 langsam entstand.

### Verkehr
Bereits 1896 war der nördliche Endpunkt der Bremerhavener Straßenbahn das Parktor in Speckenbüttel. Zunächst fuhr sie als Pferdebahn und sie wurde 1908 elektrifiziert und 1982 als Linie 2 durch Busse ersetzt.
Im Nahverkehr von BremerhavenBus durchfahren die Straße die Linien 502 und ML. Ein Anruf-Linientaxi ergänzt das Angebot.

## Gebäude und Anlagen
Die Villenstraße hat überwiegend eine ein bis zweigeschossige Bebauung.
Erwähnenswerte Gebäude und Anlagen
- Nr. 12: 2-gesch. Villa von um 1910 mit Walmdach, seitlichen 3-gesch. Türmchen und Erker
- Nr. 14: 2- bis 3-gesch. neuere Wohnhausanlage
- Nr. 15: 1-gesch. früheres Parkhaus, ab 1945   Jugendfreizeitanlage, zeitweise durch die US-amerikanische Verwaltung betrieben; später umgebaut zum Parkhaus Fitness Club
- Historisierendes Parktor Speckenbüttel von 1896, gestiftet von dem Deutschamerikaner Bernhard von Glahn, gebaut nach Plänen vom Leher Stadtbaumeisters Heinrich Lagershausen; 1991 saniert.[4]
- 80 ha großer Speckenbütteler Park, angelegt und ausgebaut im Alten Holz bzw. Speckenbütteler Holz ab 1835 bzw. 1848 durch Festplatz und Anpflanzungen, 1890 umbenannt zum Speckenbütteleler Park, 1895 ergänzt durch das alte Parkhaus, 1896 durch das Parktor und 1905 durch das Kaffeehaus, 1906 umgewandelt und erweitert (+13 ha) nach Plänen von Viktor Goebel, erneut erweitert 1910 durch den Bootsteich und in den 1920er Jahren als Parkfläche sowie ab 1908 mit dem Volkskundlichen Freilichtmuseum[5]
- Nr. 28: 2-gesch. frühere Villa von um 1910 mit Mansarddach, heute  mit der Kirche Jesu Christi der Heiligen der letzten Tage (Konfessionsgruppe der Mormonen)
- Nr. 32: 1-gesch. Wohnhaus von um 1910
- Nr. 34: 2-gesch. Villa von um 1910 mit Gesundheitsdienst für Kranken- und Altenpflege
- Nr. 42: 1-gesch. Giebelhaus von um 1910 mit dem Cottage am Park
- Unterführung der Bahnstrecke Bremerhaven–Cuxhaven